# Bełżec (vernietigingskamp)
Vernietigingskamp Bełżec (in het Engels ook Belzek), bij de plaats Bełżec in het district Lublin in Polen, was het eerste Duitse vernietigingskamp dat gedurende de Tweede Wereldoorlog door de nazi's - in het kader van Aktion Reinhard tijdens de Holocaust - werd gecreëerd.

## Geschiedenis
In 1942 werden de eerste gevangenen naar Bełżec gedeporteerd. Al eerder, in 1940, waren in Bełżec en omgeving acht werkkampen aanwezig. De gevangenen waren hoofdzakelijk Poolse Joden, maar ook een groep van ongeveer 1.000 Roma. Op 13 oktober 1941 gaf Heinrich Himmler de SS-Brigadeführer (generaal-majoor) van het gebied, SSPF (SS- und Polizeiführer) Odilo Globocnik, de opdracht om een vernietigingskamp te bouwen. Bełżec werd uitgekozen als locatie omdat het op de grens van twee districten (Lublin en Galicië) lag. Joden uit beide gebieden konden dus naar hetzelfde kamp worden gedeporteerd. Ook was er al een treinspoor aanwezig, wat vervoer naar het toekomstige vernietigingskamp versoepelde. Onder andere Lviv was aan deze spoorlijn gelegen. Bovendien was door de arbeiders van het voormalige werkkamp een greppel gegraven, dat oorspronkelijk een militaire functie had, maar dat nu als massagraf dienst kon doen. In november 1941 begon onder leiding van  SS-Oberscharführer Josef Oberhauser de bouw, waarbij twintig Poolse burgers uit de omgeving werden aangewezen om drie barakken te bouwen. Later kwam een groep van ongeveer zeventig Russische krijgsgevangenen voor verdere werkzaamheden. Het kamp werd in maart 1942 in gebruik genomen. De eerste commandant van  Belzec was Christian Wirth, toen deze in augustus 1942 gepromoveerd werd nam Gottlieb Hering de leiding over. Beiden hadden bij de Duitse politie gewerkt en waren actief betrokken geweest bij Aktion T4, het euthanasie-programma van het Derde Rijk.

## Gaskamers
In Bełżec werd gekozen voor vaste gaskamers, die gebruik maakten van een Russische achtcilinder benzinemotor voor het produceren van koolstofmonoxide. In Chełmno waren al in 1941 vrachtwagens gebruikt voor het vergassen, maar dit bleek te inefficiënt voor het aantal slachtoffers dat op deze manier om het leven gebracht moest worden. De drie gaskamers van het kamp werden op 17 maart 1942 in gebruik genomen en bevonden zich in een houten barak. Om geen argwaan te wekken bij de mensen die arriveerden, waren de gaskamers vermomd als doucheruimtes. Tijdens de aankomst van de transporten speelde een uit tien personen bestaand orkest met zangers. Op het kleine perron werden twintig wagons tegelijk geopend. De rest van de trein stond op het station van Bełżec, enkele honderden meters van het kamp. Vanaf het perron werd de meerderheid van de mannelijke gevangenen direct de gaskamer in gedreven en vergast. Vrouwen werden eerst nog volledig kaal geschoren voordat ook zij door vergassing vermoord werden. In totaal werkten er 500 Joden in het kamp. Dagelijks werden er enkele tientallen (voornamelijk mannen) nieuw aangekomen slachtoffers geselecteerd om werkers te vervangen die de nazi's niet meer bruikbaar vonden. Deze 'afgekeurde' werkers werden vervolgens vermoord. Taken waar Joodse werkers zich mee bezig moesten houden, waren onder meer het verslepen van lichamen vanuit de gaskamers  en te begraven en het sorteren van kleding en andere bezittingen van de slachtoffers. Het vernietigingsproces verliep niet zonder problemen. Het mechanisme dat het gas naar de gaskamers pompte ging vaak stuk en de lijken, die in massagraven gestort werden, zwollen op door de warmte van het ontbindingsproces en kwamen bloot te liggen. Dit laatste werd in latere vernietigingskampen gecorrigeerd door de doden te cremeren. In Bełżec werden de lichamen pas verbrand vanaf oktober, noodgedwongen op stapels gemaakt van spoordelen.
De eerste gaskamers werden uiteindelijk vervangen door een stenen gebouw met zes gaskamers, die een veel grotere capaciteit hadden. Per gaskamer was er plaats voor 750 personen, maar de gaskamers werden meestal niet alle zes tegelijk gebruikt. Op 10 december 1942 kwam het laatste transport in Belzec aan, vanuit Rawa Ruska. Het leger had een stop afgekondigd voor niet-militaire transporten in het Generalgouvernement. Ook was de maximale capaciteit van het kamp wel min of meer bereikt en gingen plannen om Roemeense Joden in Belzec te vergassen niet door. Als gevolg hiervan werd het kamp gesloten. In deze periode werden de massagraven geopend en de lichamen grotendeels verbrand.
Tegen het einde van de lente van 1943 waren de lichamen van de meeste vermoorde gevangenen gecremeerd. Het terrein van het vernietigingskamp werd omgeploegd, beplant en verhuld door er een boerderij te bouwen, bewoond door een voormalig Oekraïens bewaker. De Duitsers dachten op die manier het bewijs voor de massale moorden te hebben vernietigd. De overgebleven Joodse gevangenen, die nodig waren geweest voor het ontmantelen van het kamp, het verbranden van lijken en het uitwissen van sporen,  werden nu ter plekke doodgeschoten of naar vernietigingskamp Sobibór gedeporteerd. Daar vielen ze, bij het leegmaken van de trein, de bewakers aan en werden allen doodgeschoten.

## Overlevenden

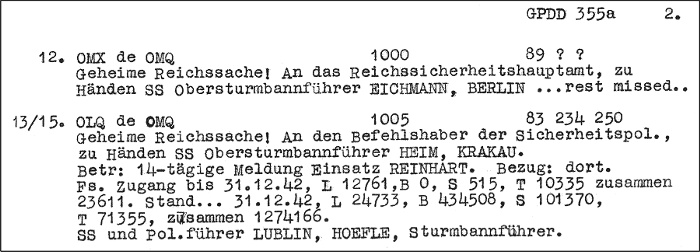
Een door de Britse inlichtingendienst in Bletchley Park ontcijferd bericht van SS-Sturmbannführer Hermann Höfle van 11 januari 1943 waarin de moord op 434.508 personen in Bełżec wordt bevestigd

Uiteindelijk werden in Bełżec 434.508 mensen vermoord. Het merendeel was Joods, maar ook een aantal Roma werd in het kamp omgebracht. Van slechts drie gevangenen is bekend dat ze de verschrikkingen van Bełżec hebben overleefd, daarnaast zijn er nog enkelen succesvol uit het kamp ontsnapt wiens verdere lot onzeker is.

## Ontmanteling
Na het verbranden van de lijken werd het kamp in het voorjaar van 1943 afgebroken. Alle gebouwen en hun fundamenten werden vernietigd, waarbij sommige delen van de kazerne waarschijnlijk zijn overgebracht naar het concentratiekamp Majdanek. De SS vernietigde ook het grootste deel van de documenten en de administratie van het kamp, met uitzondering van documenten over het station van Bełżec. Die documenten werden uiteindelijk op 7 juli 1944 vernietigd tijdens een bombardement door de luchtmacht van de Sovjet-Unie op een Duitse munitietrein, waarbij ook alle overgebleven documenten over de geschiedenis van het kamp werden vernietigd. Na de ontmanteling van het kamp werden op het voormalige kampterrein naaldbomen aangeplant om alle achtergebleven sporen te verbergen. Daarna werd door de Duitsers op het terrein een boerderij gebouwd, die werd gerund door een 'Volksdeutsche' die er woonde tot deze in juli 1944 vluchtte voor het oprukkende Rode Leger.
Na de ontmanteling en het vertrek van het kamppersoneel, gingen de bewoners van Bełżec en buurtbewoners naar het voormalige kampterrein om naar waardevolle voorwerpen te zoeken en de aangeplante bomen te kappen. Christian Wirth, nu in de functie van inspecteur van de Aktion Reinhard vernietigingskampen, gaf de SS opdracht om de gekapte bomen te herplanten en Polen uit de omgeving te verbieden om het kampterrein te betreden.

## Veroordeling
Christian Wirth, de hoofdcommandant, werd in 1944 in Italië vermoord. Gottlieb Hering stierf in de herfst van 1945 in een veldhospitaal in Heilbronn. Slechts één SS'er die in het kamp had gewerkt, Josef Oberhauser, werd voor een rechtbank gebracht. In 1965 werd hij tot 4,5 jaar cel veroordeeld. Hiervan zou hij maar de helft uitzitten. Hij stierf in 1979.
In juli 2010 werd Samuel Kunz (1921), een voormalige bewaker van het concentratiekamp, in staat van beschuldiging gesteld wegens oorlogsmisdaden. Kunz wordt ervan verdacht betrokken te zijn geweest bij de moord op Joden tijdens de Tweede Wereldoorlog. Kunz werkte van januari 1942 tot juli 1943 in het voormalig vernietigingskamp Bełżec. Hij zou zelf bij twee incidenten tien Joden hebben doodgeschoten. Zijn naam kwam bovendrijven in het onderzoek voor het proces tegen John Demjanjuk. Samuel Kunz overleed, vóórdat de berechting kon plaatsvinden, op 89-jarige leeftijd op 18 november 2010.
Alfabetisch op naam.  Indien een kamp meerdere rollen had, staat het in de "hoogste" groep.
Zie ook: Lijst van naziconcentratiekampen · Jappenkampen in Nederlands-Indië · Lijst van jappenkampen